# Санта-Лусия (Уругвай)
Санта-Лусия (исп. Santa Lucía) — город на юге Уругвая, на крайнем западе департамента Канелонес.

## География
Расположен примерно в 60 км к северо-западу от столицы страны, города Монтевидео и в 15 км от города Канелонес, на пересечении дорог № 11 и № 63. Через северо-западную оконечность города протекает река Санта-Лусия, давшая ему название.

## История
Санта-Лусия была основана в 1782 году с названием Вилья-Сан-Хуан-Баутиста. 15 июня 1925 года получила статус города (Ciudad).

## Население
Население города по данным на 2011 год составляет 16 742 человека.
| Год  | Население |
| ---- | --------- |
| 1963 | 12 647    |
| 1975 | 14 079    |
| 1985 | 14 951    |
| 1996 | 16 764    |
| 2004 | 16 475    |
| 2011 | 16 742    |

Источник: Instituto Nacional de Estadística de Uruguay

## Известные уроженцы
- Соило Сальдомбиде — выдающийся уругвайский футболист, Олимпийский чемпион 1924, 2-кратный чемпион Южной Америки, чемпион мира 1930
- Эухенио Фигередо — уругвайский футбольный функционер, президент Ассоциации футбола Уругвая (1997—2006), 10-й президент КОНМЕБОЛ (с 2013 года)
- Хосе Кансела — уругвайский футболист
- Анхело Палесо — уругвайский футболист
- Вальтер Санторо — уругвайский политик